# District de Xigu
Le district de Xigu (西固区 ; pinyin : Xīgù Qū) est l'une des cinq subdivisions administratives de la ville de Lanzhou, capitale de la province du Gansu en Chine.

## transport
La ligne 1 du Métro de Lanzhou passe par ce district.